# Vavrišovo
Vavrišovo (in ungherese Vavrisó) è un comune della Slovacchia facente parte del distretto di Liptovský Mikuláš, nella regione di Žilina.